# مانی-ل-زبینی
مانی-ل-زبینی (به فرانسوی: Magny-lès-Aubigny) یک کمون در فرانسه با جمعیت ۱۹۷ نفر است که در Canton of Saint-Jean-de-Losne واقع شده‌است.